# Сомервилл, Бонни
Бо́нни Со́мервилл (англ. Bonnie Somerville, род. 24 февраля 1974) — американская актриса и певица.

## Жизнь и карьера
Сомервилл родилась в Бруклине, Нью-Йорк. После окончания средней школы она поступила в Бостонский колледж, а после начала работать как актриса. Она дебютировала в 1998 году в эпизоде ситкома «Два парня, девушка и пиццерия», а в следующем году достигла известности благодаря главной роли в музыкальном мини-сериале «Громкий рок: Американская история любви» с Даной Дилейни и Кэти Бейкер, а в последующие годы регулярно появлялась на телевидении и в кино.
Сомервилл сыграла одну из главных ролей в телесериале «Гросс Пойнт» в 2000—2001 годах, а после исполнила роль Моны в восьмом сезоне ситкома NBC «Друзья». Также у неё была второстепенная роль в финальном сезоне сериала ABC «Полиция Нью-Йорка» в 2004—2005 годах, а после главная роль в недолго просуществовавшем ситкоме «Секреты на кухне». Также она сыграла одну из главных ролей в сериале ABC «Кашемировая мафия» в 2008 году, который был закрыт после одного короткого сезона. В 2012 году она получила постоянную роль в полицейском процедурале CBS «Золотой парень» с Тео Джеймсом, который был закрыт после одного сезона. 
В 2015 году Сомервилл получила регулярную роль в медицинской драме CBS «Реанимация» с Маршей Гей Харден. Актриса была уволена из шоу после одного сезона, так как продюсеры решили взять более молодых актрис в основной состав сериала.
В октябре 2008 года на Сомервилл и её друга Уолтера Стюарта было совершено нападение с целью ограбления. Неизвестный мужчина пытался отнять у актрисы кошелёк, угрожая пистолетом; завязалась драка, в ходе которой грабитель тяжело ранил Стюарта, после чего отобрал кошелёк у Сомервилл. Друг актрисы позднее был выписан из госпиталя, а преступник так и не был найден.

## Фильмография
- 2000—2001 — Гросс-Пойнт / Grosse Pointe
- 2001—2002 — Друзья / Friends — Мона
- 2002—2003 — / In-Laws
- 2003 — Одинокие сердца / The O.C
- 2004 — Трое в каноэ / Without a Paddle
- 2004—2005 — Полиция Нью-Йорка / NYPD Blue
- 2005 — Секреты на кухне / Kitchen Confidential
- 2006 — Свадебные войны  / Wedding Wars
- 2008 — Кашемировая мафия / Cashmere Mafia
- 2008 — Все оттенки Рэя / Shades of Ray
- 2009 — Временно беременна / Labor Pains
- 2009 — Голая правда / The Ugly Truth
- 2010 — Лучший и самый яркий / The Best and the Brightest
- 2010 — В поисках Санта Лапуса / The Search for Santa Paws
- 2011 — Помолвка на праздниках / Holiday Engagement
- 2012 — Глубина семь футов / Seven Below
- 2012 — Клин клином / Fire with Fire
- 2013 — Везунчик / Golden Boy
- 2014 — Mom's Day Away
- 2015 — Мыслить как преступник / Criminal Minds
- 2016 — Love You Like Christmas
- 2015—2016 — Реанимация / Code Black